# Acronicta lobeliae
Acronicta lobeliae är en fjärilsart som beskrevs av Achille Guenée 1852. Acronicta lobeliae ingår i släktet Acronicta och familjen nattflyn. Inga underarter finns listade i Catalogue of Life.

## Bildgalleri

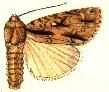